# Padroado português
O Padroado Português foi um acordo instituído entre a Santa Sé e Portugal em que o Papa delegava ao Rei de Portugal o poder exclusivo da organização e financiamento de todas as atividades religiosas nos domínios e nas terras descobertas por portugueses.
O Padroado  português remonta ao início da expansão marítima portuguesa em meados da década de 1400 e foi confirmado pelo Papa Leão X em 1514. Perdurou, com várias alterações, até meados do século XX. Através do Padroado o Rei de Portugal podia construir igrejas e nomear os padres e os bispos, sendo estes depois aprovados pelo Papa. Era também o Chefe de Estado Português que impunha o barrete cardinalício ao Patriarca de Lisboa.
Assim, as estruturas do Reino de Portugal tinham não só uma dimensão político-administrativa, mas também religiosa. Com a criação do Padroado, muitas das atividades características da Igreja Católica eram, na verdade, funções do poder político. Particularmente a Inquisição, que nos Impérios de Portugal e de Espanha (que também beneficiava do regime de Padroado) funcionou mais como uma polícia do que a sua função inicial religiosa.
O Padroado português foi muito alterado ao longo dos tempos, mas os seus últimos vestígios foram suprimidos com o desmantelamento do Império Português e com o Concílio Vaticano II (1962-1965), que desencorajava este tipo de organização da Igreja, em que o Estado se intrometia demasiado nos assuntos eclesiásticos.

## Padroado Real
O Padroado Real, direito detido pelo rei de Portugal, foi instituído no século XVI por D. João III e abrangia as novas dioceses criadas em territórios conquistados por Portugal e criados pelo Rei, quer em Portugal quer no Ultramar. Porém, o padroado excluiu as dioceses erigidas anteriormente. A partir de 1212, o Papa Inocêncio III reservou aos reis de Portugal o padroado das igrejas paroquiais portuguesas, que foi também incorporado ao Padroado Real. Este padroado real substituiu o padroado colectivo exercido por um senhor feudal, que esteve em vigor até ao século XIII.
Todos os bispos das dioceses portuguesas eram escolhidos e aprovados pela Santa Sé, apesar de ela aceitar muitas vezes propostas do Rei  para não causar conflitos. Reis como D. Afonso III, D. Manuel I, D. Sebastião, D. Filipe I, D. João IV e D. Pedro II tentaram constantemente usar o direito de padroado para imiscuir nos assuntos que somente competiam à Santa Sé. Em 1740, o Papa Bento XIV confirmou o direito real dos benefícios dos novos bispados, mas também reafirmou o antigo direito pontifício de nomear os bispos, os  cónegos e outras dignidades eclesiásticas dos bispados antigos. O padroado real manteve-se até à Lei da Separação da Igreja do Estado (1911), já depois da implantação da República Portuguesa em 1910.

## Padroado Ultramarino Português
No início do século XV, o Padroado Ultramarino Português abrangia as igrejas católicas do Norte de África e da Madeira, que pertenciam à Ordem de Cristo. Por isso, antes da morte do Infante D. Henrique (1460), que foi o grão-mestre da Ordem de Cristo, o padroado não estava formalmente na posse da Coroa portuguesa. Depois de 1460, o governo do padroado passou efectivamente para a Coroa.
No século XVI, o padroado começou a abranger também as igrejas católicas do Oriente e todos os clérigos e missionários destacados para a África e a Ásia, que passaram a estar subordinados ao rei de Portugal. Logo, o padroado permitiu a Portugal exercer a sua influência e poder (ex: religioso e comercial) em territórios não ocupados e não administrados por ele (ex: Japão e China). Ao longo do tempo, estes privilégios oriundos do padroado foram confirmados em várias bulas pontifícias de criação de novas dioceses (Diocese do Funchal, Diocese de São Tomé, Diocese de São Salvador da Bahia, Diocese de Santiago de Cabo Verde, Diocese de Goa, Arquidiocese de Cranganore, Diocese de Macau, Diocese de Funay, Diocese de Pequim, Diocese de Nanquim, etc.).
Porém, no século XVII, a extensão do padroado foi delimitada aos territórios conquistados por Portugal, porque a Congregação de Propaganda Fide (Roma) decidiu enviar directamente missionários para as terras infiéis não ocupadas por europeus. Como por exemplo, esta decisão resultou na criação dos Vicariatos Apostólicos de Tonquim e da Cochinchina, em 1659, cujos territórios eram antigamente administrados pela Diocese de Macau. Os missionários protegidos por Roma (ex: Sociedade para as Missões Estrangeiras de Paris) criaram conflitos com os missionários protegidos por Portugal por causa dos métodos de evangelização, criando uma série de controvérsias em vários países (ex: controvérsia dos ritos na China). Em 1742, o Papa Bento XIV emitiu uma bula que favorecia os missionários romanos e condenava definitivamente o método português, concretamente dos jesuítas, porque este método respeitava e adaptava-se demasiado aos costumes indígenas.
Em 1759, o marquês de Pombal dissolveu a Companhia de Jesus, que era o principal evangelizador do padroado. E, em 1773, esta ordem religiosa foi desmembrada. Em 1834, o padroado sofreu outro grande revés: todas as ordens religiosas masculinas foram extintas do Império Português. Mesmo assim, o padroado conseguiu ainda subsistir, embora muito enfraquecido e com sérios problemas, devido aos esforços de vários seminários, como o Seminário de Rachol (Goa), o Seminário de São José (Macau) e o Colégio de Cernache. Ao longo dos séculos, estes seminários (e muitos mais) formaram muitos missionários e bispos, permitindo aos portugueses continuarem a desempenhar os deveres evangelizadores do padroado, mesmo depois de ter perdido muitos dos seus antigos territórios ultramarinos e muita da sua anterior influência.
Em 1911, a Lei da Separação do Estado das Igrejas, uma das promessas da República, não se aplicou ao padroado ultramarino, que passou a chamar-se de Padroado Português do Oriente. Em 1928, o direito português de padroado foi mantido pelo Papa Pio XI. Devido às mudanças conjunturais, ao Concílio Vaticano II e ao desmantelamento progressivo do Império Português, o padroado português ficou apenas restringido à diocese de Macau, que em 1976 passou a estar imediatamente sujeita à Santa Sé em termos de jurisdição eclesiástica. Mas, mesmo assim, os vestígios do padroado (ex: a aposentação dos missionários do padroado assegurada pelo Governo português de Macau) só desapareceram com o fim da administração portuguesa de Macau (20 de Dezembro de 1999).

### Diocese do Funchal
Foi criada em 1514 a Diocese do Funchal, para onde foi enviado o bispo que passaria a ser o responsável por todos os padres e frades que partissem para terras de África, América ou Índia.

### Diocese de Cabo Verde
Em 1533, reinava já D. João III, havia tantos missionários e convertidos que foi necessário criar uma segunda diocese ultramarina, que ficou instalada em Cabo Verde. Esta diocese, que se chamava Santiago de Cabo Verde, foi resultado do desmembramento da Diocese do Funchal.

### Diocese de Goa
Em 1534, com a grande afluência de missionários à Índia, criou-se também a Diocese de Goa. Ao longo da História, várias dioceses asiáticas foram sufragâneas de Goa, como por exemplo a Diocese de Funay no Japão; a Arquidiocese de Cranganore, a Diocese de Damão e a Diocese de São Tomé de Meliapore na Índia; a Diocese de Díli em Timor-Leste; a Diocese de Macau, a Arquidiocese de Nanquim e a Arquidiocese de Pequim na China; a Diocese de Malaca na Malásia e a Arquidiocese de Maputo em África.

### Padroado português na China

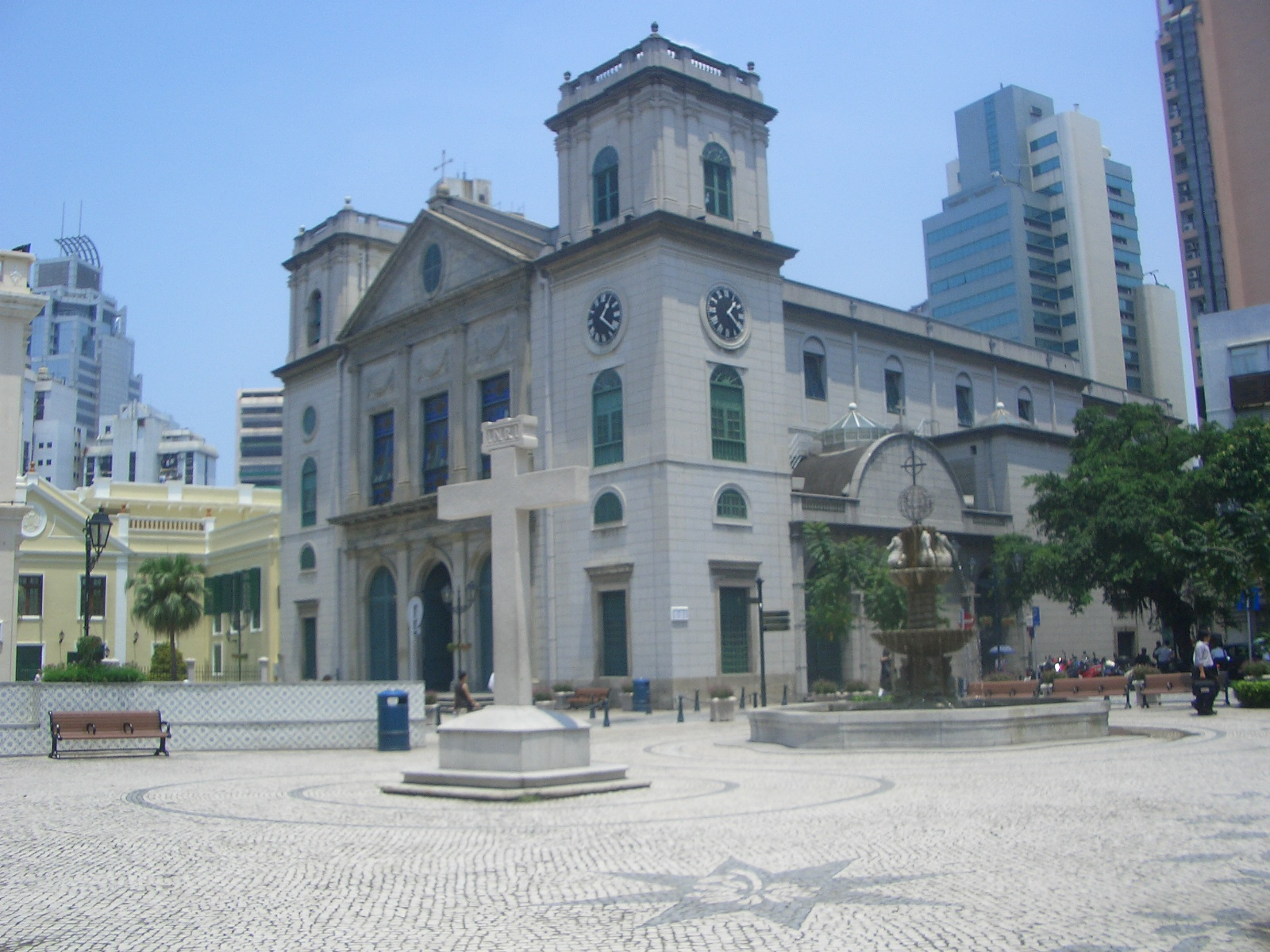
Igreja da Sé, a actual Catedral da Diocese de Macau, que foi a sede do Padroado Português no Extremo Oriente.

Em 1576, a Diocese de Macau foi fundada a partir da Diocese de Malaca, para evangelizar e servir os católicos da China e de todo o Extremo Oriente, exceptuando porém as Filipinas. Foi a sede do Padroado Português no Extremo Oriente e lá operou o famoso Colégio de São Paulo e o Seminário de São José, que formavam missionários católicos para vários países do Extremo Oriente, como a China e o Japão. 
Até 1622, a missão católica na China estava sob protecção exclusiva de Portugal, ou seja, estava vinculada ao Padroado português. Porém, em 1622, foi fundada em Roma a Congregação de Propaganda Fide, que passou a ser responsável pela coordenação e envio de missionários para terras não-conquistadas por europeus. E, em 1659, foram erigidos 3 vicariatos apostólicos (Tonquim, Cochinchina e Nanquim) a partir da Diocese de Macau, mas todos eles chefiados por missionários franceses da Sociedade para as Missões Estrangeiras de Paris, que era apoiada pela Congregação de Propaganda Fide e mais tarde protegida por França. Porém, em 1690, o vicariato apostólico de Nanquim foi promovido a Diocese de Nanquim, que foi novamente vinculada ao Padroado Português. No mesmo ano, a Diocese de Pequim foi restabelecida, sob a jurisdição do Padroado português. O Padroado português sofreu um novo ataque em 1685: o Rei francês Luís XIV começou a proteger e enviar jesuítas franceses para a China, rivalizando com os restantes jesuítas e missionários protegidos por Portugal. Esta crescente rivalidade entre a França e Portugal contribuiu também para a controvérsia dos ritos na China. Devido às disputas entre o Padroado português e a Congregação de Propaganda Fide, em 1856, as dioceses de Nanquim e de Pequim foram transformadas em vicariatos apostólicos (Kiangnan e Chi-Li Setentrional) e desvinculadas do Padroado português. Na sequência do Tratado de Tianjin (1858) e da Convenção de Pequim (1860), a França passou a ser a potência europeia responsável pela protecção das missões católicas na China, restringindo o Padroado português apenas à Diocese de Macau.

## Visão actual da Santa Sé
Numa mensagem por ocasião do IV centenário da chegada do padre Matteo Ricci a Pequim, no dia 24 de Outubro de 2001, o Papa João Paulo II emitiu a opinião de que uma "certa protecção" das missões "por parte de potências políticas europeias revelou-se muitas vezes limitativa para a própria liberdade de acção da Igreja e teve repercussões negativas para a China". E, não pretendendo emitir um juízo definitivo sobre os complexos períodos históricos, o Papa pediu desculpas por este e outros "erros e limitações" que foram cometidos por católicos na China ao longo dos séculos.